# Anatra DM
L'Anatra DM (ou Anamon) est un chasseur monoplan monoplace expérimental russe de la Première Guerre mondiale.
Il ne reste aucun document visuel sur cet appareil qui a pris l’air le 18 juin 1916. On sait seulement qu’il possédait un fin fuselage à structure monocoque en bois et une voilure médiane de forme trapézoïdale avec un décrochement permettant de voir vers le bas. Les premiers rapports d’essais signalèrent une course au décollage trop longue (environ 150 m) et une vitesse très rapide à l’atterrissage. Il semble également que la position du pilote, inhabituelle pour l’époque, ait aussi été un problème. L’unique prototype fut abandonné après avoir été légèrement accidenté durant un essai.